# Nitrox
Nitrox je označení pro plynnou směs používanou k dýchání při přístrojovém potápění. Obecně je to jakákoliv směs plynů kyslíku a dusíku, včetně vzduchu (ten obsahuje 78 % dusíku, 21 % kyslíku, 1 % tvoří zbytkové plyny). Při potápění se nicméně za Nitrox považuje směs, ve které obsah kyslíku přesahuje 21 %, a to na úkor dusíku.
Snížení dusíku ve směsi má následující efekt:
- Prodloužení nulového času (tzv. bezdekompresního limitu, maximálního možného času pobytu pod hladinou bez rizika dekompresní nemoci)
- Zkrácení nebo eliminace stupňovité dekomprese
- Snížení únavy po ponoru
- Zkrácení povrchového intervalu
- V případě použití vzduchových tabulek snížení rizika dekompresní nemoci

## Princip fungování směsi
Při potápění do hloubek vzrůstá okolní tlak vody, a zároveň s ním parciální tlak vdechovaného plynu. Nitrox snižuje nasycení potápěčova těla dusíkem. Zvýšení parciálního tlaku dusíku je pak menší, tj. potápěč může zůstat v určité hloubce déle než se vzduchem, aniž by musel absolvovat dekompresní zastávky.
Zvýšení parciálních tlaků se týká všech plynů v dýchací směsi, tj. i kyslíku. Kyslík ale při určitém parciálním tlaku začíná být pro člověka toxický. Čím více kyslíku je v dýchací směsi obsaženo, tím dříve je směs toxická. Maximální parciální tlak kyslíku používaný při rekreačním potápění je 160 kPa (1,6 bar). Na základě toho se stanovuje maximální operační hloubka. Při opakovaném potápění s parciálním tlakem kyslíku nad 50 kPa (0,5 bar) je ale třeba brát v úvahu i kumulativní poškození plic vlivem chronické toxicity kyslíku. Pro potápění s Nitroxem je v některých zemích zapotřebí speciální kurz, který potápěči rozšiřuje jeho stávající kvalifikaci.

## Označení Nitroxu
Nitrox se až na malé výjimky označuje jako EANx. EAN je anglická zkratka pro vzduch obohacený o kyslík (Enriched Air Nitrox) a za x se dosazuje procentuální zastoupení kyslíku. Tedy například EAN50 je nitrox s 50 % kyslíku a 50 %dusíku. Výcviková společnost ANDI (American Nitrox Divers International) používá pro Nitrox označení "SafeAir", toto označení nitroxu však přísluší pouze směsím připraveným podle vysokých standardů ANDI a ve schváleném středisku ANDI (ANDI facility).

## Standardizované směsi
Pro běžné potápění se nejčastěji používají tyto plyny:
- EAN32 – 32 % kyslíku
- EAN36 – 36 % kyslíku

Pro akcelerovanou dekompresi se standardně používá EAN50. V případě náročnější dekomprese se doplňuje čistým kyslíkem.

## Rizika používání nitroxových směsí
Zvýšené množství kyslíku má kromě výše zmíněné kyslíkové toxicity ještě jednu podstatnou nevýhodu. Tou je vysoká reaktivnost kyslíku s organickými tuky, jež vyvolává prudké hoření až výbuch. Potápěčská výstroj přicházející do styku s nitroxovými směsmi o větším obsahu kyslíku než 40 % (lahve, plicní automatika) tedy musí být kyslíkově kompatibilní a dokonale odmaštěna. Lahve plněné parciální metodou musejí být kyslíkově čisté i v případě, že výsledná směs obsahuje méně než 40 % kyslíku.
Taková výstroj musí být nezaměnitelně označena, aby nedošlo k její kontaminaci např. silikonovými tuky, které se běžně používají k lubrikaci ostatní potápěčské techniky. Standardně se nitroxová výstroj označuje kombinací žluté a zelené barvy s nápisem NITROX a popisem směsi u hrdla lahve.